# District de Haicang
Le district de Haicang (海沧区 ; pinyin : Hǎicāng Qū) est une subdivision administrative de la province du Fujian en Chine. Il est placé sous la juridiction de la ville sous-provinciale de Xiamen.